# Parque Estadual de Itapuã
Parque Estadual de Itapuã, deutsch Staatspark Itapuã, bezeichnet ein Naturschutzgebiet in Brasilien. Es wurde am 14. Juli 1973 im Bundesstaat Rio Grande do Sul im Süden des Landes eingerichtet. Hier wird auf 55,67 km² im Gebiet der Stadt Viamão der Rest der ursprünglichen Ökosysteme des Großraums von Porto Alegre geschützt. Die World Database on Protected Areas nennt eine Fläche von 60,22 km². Der Park befindet sich zwischen 30º20’ und 30º27’ Süd und zwischen 50º50’ und 51º05’ West, etwa 50 km südlich von Porto Alegre am Ufer des seeartig erweiterten Rio Guaíba und der Lagoa dos Patos. Ein 1860 gebauter Leuchtturm markiert die Flussmündung.
Historisch bedeutsam in der Farroupilha-Revolution waren die Ilha do Junco und die Ferraria dos Farrapos.
Zwischen Granithügeln, Dünen und Lagunen wie der Lagoa Negra (17,5 km²) wachsen neben Orchideen, Bromelien und Kakteen, Feigenbäume, Jerivápalmen und Cattleyas. Neben einheimischen und Zugvögeln leben im Park auch Brüllaffen, Otter und Breitschnauzenkaimane.
Der Park und besonders die Strände sind tagsüber geöffnet, wegen des großen Ansturms werden die Besuchermengen aber begrenzt. Wanderwege dürfen nur in geführten Gruppen benutzt werden.